# Baylee Steele
Baylee Louis Steele (ur. 28 czerwca 1997 w Norwalk) – amerykański koszykarz, występujący na pozycji środkowego, obecnie zawodnik Jokohama Excellence.
W 2015 jako zawodnik ostatniej klasy liceum notował średnio 14 punktów, 9,3 zbiórki i 2 bloki na mecz. Został wtedy zaliczony do składu All-State oraz nagrodzony tytułem najlepszego zawodnika szkół średnich hrabstwa Warren (Warren County Player of the Year).
23 czerwca 2020 został zawodnikiem Spójni Stargard. 19 lipca 2021 dołączył do węgierskiej Alby Fehérvár. 
6 grudnia 2021 po raz kolejny w karierze zawarł umowę z PGE Spójnią Stargard. 19 czerwca 2022 podpisał kontrakt z japońskim Jokohama Excellence.
Ma dwie siostry Kennady i Delaynee.

## Osiągnięcia
Stan na 9 września 2022, na podstawie, o ile nie zaznaczono inaczej..

### NCAA
- Wicemistrzostwo sezonu regularnego konferencji Western Athletic (2019)
- 4. miejsce w konferencji Mid-American (2017)
- Ćwierćfinalista turnieju College Basketball Invitational (CBI – 2019)

### Drużynowe
- Finalista Pucharu Polski (2021)[9]

### Indywidualne
- Zaliczony do I składu kolejki EBL (25 – 2020/2021[10], 14, 17 – 2021/2022[11][12])